# Los Fresnos de Puerto Rico
Los Fresnos de Puerto Rico är en ort i Mexiko.   Den ligger i kommunen Ajuchitlán del Progreso och delstaten Guerrero, i den södra delen av landet, 250 km sydväst om huvudstaden Mexico City. Los Fresnos de Puerto Rico ligger 1 740 meter över havet och antalet invånare är 201.
Terrängen runt Los Fresnos de Puerto Rico är kuperad åt sydväst, men åt nordost är den bergig. Runt Los Fresnos de Puerto Rico är det ganska glesbefolkat, med 21 invånare per kvadratkilometer. Närmaste större samhälle är Pocitos del Balcón, 13,8 km öster om Los Fresnos de Puerto Rico. I omgivningarna runt Los Fresnos de Puerto Rico växer i huvudsak städsegrön lövskog.